# Temporada da ATP de 2009
A temporada da ATP de 2009 foi o circuito masculino dos tenistas profissionais de elite para o ano em questão. A Associação de Tenistas Profissionais (ATP) organiza a maioria dos eventos – os ATP World Tour Masters 1000, ATP World Tour 500, os ATP World Tour 250, o de fim de temporada (ATP Finals) e a World Team Cup, enquanto que a Federação Internacional de Tênis (ITF) tem os torneios do Grand Slam, a Copa Davis e a Copa Hopman.

## Reestruturação
O circuito passou a se chamar, no original, ATP World Tour, com categorias de torneios que seguiam esse título, seguidas por Masters 1000, 500 e 250. Via de regra, as competições ATP Masters Series se tornaram ATP World Tour Masters 1000; os ATP International Series Gold e o ATP International Series mudaram para ATP World Tour 500 e ATP World Tour 250.
O Tour Finals, evento de fim de temporada, foi transferido para Londres. Os Masters 1000 incluíram os torneios de Indian Wells, Miami, Monte Carlo, Roma, Montreal/Toronto, Cincinnati, Xangai e Paris. Nessa posição, o torneio de saibro ao ar livre pouco antes de Roland Garros foi trocado: Hamburgo por Madri. O em quadras duras cobertas de outubro, também: Madri por Xangai. Sanções duras seriam aplicadas aos jogadores mais bem classificados que se ausentassem dos Masters, a não ser que apresentassem atestado médico. Houve planos para remover Hamburgo e Monte Carlo da categoria, gerando protestos de jogadores e organizações. Representantes das duas competições entraram com ações judiciais contra a ATP; acordou-se que Monte Carlo manteria o status, com premiação e pontuação condizentes, mas não teria a obrigação de participação dos atletas de alto escalação. O processo dele foi abandonado. Hamburgo foi rebaixado para ATP World Tour 500, mas não aceitou a decisão. Posteriormente, a ação foi perdida.
Os World Tour 500 englobaram Roterdã, Dubai, Acapulco, Memphis, Barcelona, Hamburgo, Washington, Pequim, Tóquio, Basileia e Valência.
ATP e ITF decidiram que o Grupo Mundial da Copa Davis e os play-offs concederiam até 500 pontos aos jogadores. Estes acumulariam score ao longo de até quatro rodadas e play-offs, contados como um dos quatro melhores resultados em eventos World Tour 500. Complementarmente, 125 pontos seriam dados ao atleta que vencesse oito jogos e levantasse a taça da Davis.
O domínio do site da Associação também foi alterado: de "www.atptennis.com" para "www.atpworldtour.com".

## Calendário

### Países
| Torneios | País(es)                                                                                              | País(es)                                                                                      |
| -------- | --- | --------------------------------------------------------------------------------------------- |
| 13       | Estados Unidos                                                                                        | Estados Unidos                                                                                |
| 6        | França                                                                                                | França                                                                                        |
| 5        | Alemanha                                                                                              | Alemanha                                                                                      |
| 4        | Austrália · Espanha                                                                                   | Grã-Bretanha                                                                                  |
| 2        | Áustria · China · Croácia · Países Baixos                                                             | Rússia · Suíça · Suécia                                                                       |
| 1        | África do Sul · Argentina · Brasil · Canadá · Catar · Chile · Emirados Árabes Unidos · Índia · Itália | Japão · Malásia · Marrocos · México · Nova Zelândia · Portugal · Roménia · Sérvia · Tailândia |

### Mês a mês

#### Legenda
Abaixo estão exemplos, com explicações usando o elemento dica de contexto. Basta passar o cursor sobre cada linha pontilhada para lê-las.
| Semana de                   | Torneio                                                                                        | Campeã(s)(o/ões)            | Vice-campeã(s)(o/ões)     | Resultado            |
| --------------------------- | ---------------------------------------------------------------------------------------------- | --------------------------- | ------------------------- | -------------------- |
| 16 de janeiro 23 de janeiro | Australian Open · Melbourne, Austrália · Grand Slam · A$ 12.176.550 – duro – 128S•96Q•64D•32DM | jogador(a) 1                | jogador(a) 2              | 7–61, 4–6, 7–6(10–6) |
| 16 de janeiro 23 de janeiro | Australian Open · Melbourne, Austrália · Grand Slam · A$ 12.176.550 – duro – 128S•96Q•64D•32DM | jogador(a) 3 · jogador(a) 4 | jogador(a) 5 jogador(a) 6 | 4–6, 6–4, [11–9]     |
| 16 de janeiro 23 de janeiro | Australian Open · Melbourne, Austrália · Grand Slam · A$ 12.176.550 – duro – 128S•96Q•64D•32DM | jogadora 7 jogador 8        | jogadora 9 jogador 10     | 6–2, 4–6, [10–3]     |

| Casos excepcionais | Premiação               | Grand Slam | Grand Slam | Grand Slam |
| Casos excepcionais | Premiação               | Variável   |            |            |
| Casos excepcionais | Número de participantes | QD         | E          |            |
| Casos excepcionais | Ordenação dos torneios  |            |            |            |

| Ícones | Clicável      |                                        |                                           |
| Ícones | Clicável      | edição do torneio                      |                                           |
| Ícones | Não-clicáveis |                                        | primeiro título conquistado na modalidade |
| Ícones | Não-clicáveis | o(a) jogador(a)/país defendeu o título |                                           |

#### Janeiro
| Semana de                   | Torneio | Campeã(s)(o/ões)                                 | Vice-campeã(s)(o/ões)                      | Resultado                |
| --------------------------- | --- | ------------------------------------------------ | ------------------------------------------ | ------------------------ |
| 5 de janeiro                | Brisbane International Brisbane, Austrália ATP World Tour 250 US$ 484.750 – duro – 32S•26Q•16D                          | Radek Štěpánek                                   | Fernando Verdasco                          | 3–6, 6–3, 6–4            |
| 5 de janeiro                | Brisbane International Brisbane, Austrália ATP World Tour 250 US$ 484.750 – duro – 32S•26Q•16D                          | Marc Gicquel Jo-Wilfried Tsonga                  | Fernando Verdasco Mischa Zverev            | 6–4, 6–3                 |
| 5 de janeiro                | Chennai Open Chenai, Índia ATP World Tour 250 US$ 450.000 – duro – 32S•32Q•16D                                          | Marin Čilić                                      | Somdev Devvarman                           | 6–4, 7–63                |
| 5 de janeiro                | Chennai Open Chenai, Índia ATP World Tour 250 US$ 450.000 – duro – 32S•32Q•16D                                          | Eric Butorac · Rajeev Ram                        | Jean-Claude Scherrer Stanislas Wawrinka    | 6–3, 6–4                 |
| 5 de janeiro                | Qatar ExxonMobil Open Doha, Catar ATP World Tour 250 US$ 1.110.250 – duro – 32S•32Q•16D                                 | Andy Murray                                      | Andy Roddick                               | 6–4, 6–2                 |
| 5 de janeiro                | Qatar ExxonMobil Open Doha, Catar ATP World Tour 250 US$ 1.110.250 – duro – 32S•32Q•16D                                 | Marc López · Rafael Nadal                        | Daniel Nestor Nenad Zimonjić               | 4–6, 6–4, [10–8]         |
| 5 de janeiro                | Hyundai Hopman Cup Perth, Austrália Competição de curta duração entre países – mista A$ 1.000.000 – duro (coberto) – 8E | Eslováquia · Dominika Cibulková · Dominik Hrbatý | Grã-Bretanha · Dinara Safina · Marat Safin | 2–0                      |
| 12 de janeiro               | Heineken Open Auckland, Nova Zelândia ATP World Tour 250 US$ 480.750 – duro – 28S•32Q•16D                               | Juan Martin del Potro                            | Sam Querrey                                | 6–4, 6–4                 |
| 12 de janeiro               | Heineken Open Auckland, Nova Zelândia ATP World Tour 250 US$ 480.750 – duro – 28S•32Q•16D                               | Martin Damm Robert Lindstedt                     | Scott Lipsky Leander Paes                  | 7–5, 6–4                 |
| 12 de janeiro               | Medibank International Sydney Sydney, Austrália ATP World Tour 250 US$ 484.750 – duro – 28S•32Q•16D                     | David Nalbandian                                 | Jarkko Nieminen                            | 6–3, 96–7, 6–2           |
| 12 de janeiro               | Medibank International Sydney Sydney, Austrália ATP World Tour 250 US$ 484.750 – duro – 28S•32Q•16D                     | Bob Bryan Mike Bryan                             | Daniel Nestor Nenad Zimonjić               | 6–1, 7–63                |
| 19 de janeiro 26 de janeiro | Australian Open Melbourne, Austrália Grand Slam A$ 10.712.240 – duro – 128S•128Q•64D•32DM                               | Rafael Nadal                                     | Roger Federer                              | 7–5, 3–6, 7–63, 3–6, 6–2 |
| 19 de janeiro 26 de janeiro | Australian Open Melbourne, Austrália Grand Slam A$ 10.712.240 – duro – 128S•128Q•64D•32DM                               | Bob Bryan Mike Bryan                             | Mahesh Bhupathi Mark Knowles               | 2–6, 7–5, 6–0            |
| 19 de janeiro 26 de janeiro | Australian Open Melbourne, Austrália Grand Slam A$ 10.712.240 – duro – 128S•128Q•64D•32DM                               | Sania Mirza Mahesh Bhupathi                      | Nathalie Dechy Andy Ram                    | 6–3, 6–1                 |

#### Fevereiro
| Semana de       | Torneio | Campeão(s)                         | Vice-campeão(s)                  | Resultado          |
| --------------- | --- | ---------------------------------- | -------------------------------- | ------------------ |
| 2 de fevereiro  | SA Tennis Open Joanesburgo, África do Sul ATP World Tour 250 US$ 500.000 – duro – 32S•16Q•16D                                        | Jo-Wilfried Tsonga                 | Jérémy Chardy                    | 6–4, 7–65          |
| 2 de fevereiro  | SA Tennis Open Joanesburgo, África do Sul ATP World Tour 250 US$ 500.000 – duro – 32S•16Q•16D                                        | James Cerretani Dick Norman        | Rik de Voest Ashley Fisher       | 76–7, 6–2, [14–12] |
| 2 de fevereiro  | Movistar Open Viña del Mar, Chile ATP World Tour 250 US$ 496.750 – saibro – 28S•24Q•16D                                              | Fernando González                  | José Acasuso                     | 6–1, 6–3           |
| 2 de fevereiro  | Movistar Open Viña del Mar, Chile ATP World Tour 250 US$ 496.750 – saibro – 28S•24Q•16D                                              | Pablo Cuevas · Brian Dabul         | František Čermák Michal Mertiňák | 6–3, 6–3           |
| 2 de fevereiro  | PBZ Zagreb Indoors Zagreb, Croácia ATP World Tour 250 € 450.000 – duro (coberto) – 32S•32Q•16D                                       | Marin Čilić                        | Mario Ančić                      | 6–3, 6–4           |
| 2 de fevereiro  | PBZ Zagreb Indoors Zagreb, Croácia ATP World Tour 250 € 450.000 – duro (coberto) – 32S•32Q•16D                                       | Martin Damm Robert Lindstedt       | Christopher Kas Rogier Wassen    | 6–4, 6–3           |
| 9 de fevereiro  | ABN AMRO World Tennis Tournament Roterdã, Países Baixos ATP World Tour 500 € 1.445.000 – duro (coberto) – 32S•16Q•16D                | Andy Murray                        | Rafael Nadal                     | 6–3, 4–6, 6–0      |
| 9 de fevereiro  | ABN AMRO World Tennis Tournament Roterdã, Países Baixos ATP World Tour 500 € 1.445.000 – duro (coberto) – 32S•16Q•16D                | Daniel Nestor Nenad Zimonjić       | Lukáš Dlouhý Leander Paes        | 6–2, 7–5           |
| 9 de fevereiro  | Brasil Open [[Imagem:Calendar font awesome.svg\|16px] Mata de São João, Brasil ATP World Tour 250 US$ 562.500 – saibro – 32S•26Q•16D | Tommy Robredo                      | Thomaz Bellucci                  | 6–3, 3–6, 6–4      |
| 9 de fevereiro  | Brasil Open [[Imagem:Calendar font awesome.svg\|16px] Mata de São João, Brasil ATP World Tour 250 US$ 562.500 – saibro – 32S•26Q•16D | Marcel Granollers · Tommy Robredo  | Lucas Arnold Ker Juan Mónaco     | 6–4, 7–5           |
| 9 de fevereiro  | SAP Open San José, Estados Unidos ATP World Tour 250 US$ 600.000 – duro (coberto) – 32S•32Q•16D                                      | Radek Štěpánek                     | Mardy Fish                       | 3–6, 6–4, 6–2      |
| 9 de fevereiro  | SAP Open San José, Estados Unidos ATP World Tour 250 US$ 600.000 – duro (coberto) – 32S•32Q•16D                                      | Tommy Haas · Radek Štěpánek        | Rohan Bopanna Jarkko Nieminen    | 6–2, 6–3           |
| 16 de fevereiro | Regions Morgan Keegan Championships Memphis, Estados Unidos ATP World Tour 500 US$ 1.226.500 – duro (coberto) – 32S•16Q•16D          | Andy Roddick                       | Radek Štěpánek                   | 7–5, 7–5           |
| 16 de fevereiro | Regions Morgan Keegan Championships Memphis, Estados Unidos ATP World Tour 500 US$ 1.226.500 – duro (coberto) – 32S•16Q•16D          | Mardy Fish · Mark Knowles          | Travis Parrott Filip Polášek     | 7–67, 6–1          |
| 16 de fevereiro | Copa Telmex Buenos Aires, Buenos Aires ATP World Tour 250 US$ 600.000 – saibro – 32S•32Q•16D                                         | Tommy Robredo                      | Juan Mónaco                      | 7–5, 2–6, 7–65     |
| 16 de fevereiro | Copa Telmex Buenos Aires, Buenos Aires ATP World Tour 250 US$ 600.000 – saibro – 32S•32Q•16D                                         | Marcel Granollers Alberto Martín   | Nicolás Almagro Santiago Ventura | 6–3, 5–7, [10–8]   |
| 16 de fevereiro | Open 13 Marselha, França ATP World Tour 250 € 576.000 – duro (coberto) – 32S•32Q•16D                                                 | Jo-Wilfried Tsonga                 | Michaël Llodra                   | 7–5, 7–63          |
| 16 de fevereiro | Open 13 Marselha, França ATP World Tour 250 € 576.000 – duro (coberto) – 32S•32Q•16D                                                 | Arnaud Clément Michaël Llodra      | Julian Knowle Andy Ram           | 3–6, 6–3, [10–8]   |
| 23 de fevereiro | Abierto Mexicano Telcel Acapulco, México ATP World Tour 500 US$ 1.226.500 – saibro – 32S•16Q•16D                                     | Nicolás Almagro                    | Gaël Monfils                     | 6–4, 6–4           |
| 23 de fevereiro | Abierto Mexicano Telcel Acapulco, México ATP World Tour 500 US$ 1.226.500 – saibro – 32S•16Q•16D                                     | František Čermák · Michal Mertiňák | Łukasz Kubot Oliver Marach       | 4–6, 6–4, [10–7]   |
| 23 de fevereiro | Barclays Dubai Tennis Championships Dubai, Emirados Árabes Unidos ATP World Tour 500 US$ 2.233.000 – duro – 32S•16Q•16D              | Novak Djokovic                     | David Ferrer                     | 7–5, 6–3           |
| 23 de fevereiro | Barclays Dubai Tennis Championships Dubai, Emirados Árabes Unidos ATP World Tour 500 US$ 2.233.000 – duro – 32S•16Q•16D              | Rik de Voest Dmitry Tursunov       | Martin Damm Robert Lindstedt     | 4–6, 6–3, [10–5]   |
| 23 de fevereiro | Delray Beach International Tennis Championships Delray Beach, Estados Unidos ATP World Tour 250 US$ 500.000 – duro – 32S•32Q•16D     | Mardy Fish                         | Evgeny Korolev                   | 7–5, 6–3           |
| 23 de fevereiro | Delray Beach International Tennis Championships Delray Beach, Estados Unidos ATP World Tour 250 US$ 500.000 – duro – 32S•32Q•16D     | Bob Bryan Mike Bryan               | Marcelo Melo André Sá            | 6–4, 6–4           |

#### Março
| Semana de               | Torneio | Campeão(s)                                                                                      | Vice-campeão(s)                                                                | Resultado                       |
| ----------------------- | --- | ----------------------------------------------------------------------------------------------- | ------------------------------------------------------------------------------ | ------------------------------- |
| 2 de março              | Copa Davis: primeira fase Buenos Aires, Argentina – saibro Ostrava, República Tcheca – carpete (coberto) Birmingham, Estados Unidos – duro (coberto) Poreč, Croácia – duro (coberto) Malmö, Suécia – carpete (coberto) Sibiu, Romênia – carpete (coberto) Garmisch-Partenkirchen, Alemanha – duro (c) Benidorm, Espanha – saibro Competição de longa duração entre países – 16E | · Argentina · República Checa · Estados Unidos · Croácia · Israel · Rússia · Alemanha · Espanha | · Países Baixos · França · Suíça · Chile · Suécia · Roménia · Áustria · Sérvia | 5–0 3–2 4–1 5–0 3–2 4–1 3–2 4–1 |
| 9 de março 16 de março  | BNP Paribas Open Indian Wells, Estados Unidos ATP World Tour Masters 1000 US$ 4.500.000 – duro – 96S•48Q•32D | Rafael Nadal                                                                                    | Andy Murray                                                                    | 6–1, 6–2                        |
| 9 de março 16 de março  | BNP Paribas Open Indian Wells, Estados Unidos ATP World Tour Masters 1000 US$ 4.500.000 – duro – 96S•48Q•32D | Mardy Fish Andy Roddick                                                                         | Max Mirnyi Andy Ram                                                            | 3–6, 6–1, [14–12]               |
| 23 de março 30 de março | Sony Ericsson Open Miami, Estados Unidos ATP World Tour Masters 1000 US$ 4.500.000 – duro – 96S•48Q•32D | Andy Murray                                                                                     | Novak Djokovic                                                                 | 6–2, 7–5                        |
| 23 de março 30 de março | Sony Ericsson Open Miami, Estados Unidos ATP World Tour Masters 1000 US$ 4.500.000 – duro – 96S•48Q•32D | Max Mirnyi Andy Ram                                                                             | Ashley Fisher Stephen Huss                                                     | 46–7, 6–2, [10–7]               |

#### Abril
| Semana de   | Torneio | Campeão(s)                   | Vice-campeão(s)              | Resultado         |
| ----------- | --- | ---------------------------- | ---------------------------- | ----------------- |
| 6 de abril  | Grand Prix Hassan II Casablanca, Marrocos ATP World Tour 250 € 450.000 – saibro – 32S•28Q•16D                          | Juan Carlos Ferrero          | Florent Serra                | 6–4, 7–5          |
| 6 de abril  | Grand Prix Hassan II Casablanca, Marrocos ATP World Tour 250 € 450.000 – saibro – 32S•28Q•16D                          | Łukasz Kubot · Oliver Marach | Simon Aspelin Paul Hanley    | 7–64, 3–6, [10–6] |
| 6 de abril  | US Men's Clay Court Championship Houston, Estados Unidos ATP World Tour 250 US$ 500.000 – saibro – 32S•27Q•16D         | Lleyton Hewitt               | Wayne Odesnik                | 6–2, 7–5          |
| 6 de abril  | US Men's Clay Court Championship Houston, Estados Unidos ATP World Tour 250 US$ 500.000 – saibro – 32S•27Q•16D         | Bob Bryan Mike Bryan         | Jesse Levine Ryan Sweeting   | 6–1, 6–2          |
| 13 de abril | Monte-Carlo Rolex Masters Roquebrune-Cap-Martin, França ATP World Tour Masters 1000 € 2.750.000 – saibro – 56S•28Q•24D | Rafael Nadal                 | Novak Djokovic               | 6–3, 2–6, 6–1     |
| 13 de abril | Monte-Carlo Rolex Masters Roquebrune-Cap-Martin, França ATP World Tour Masters 1000 € 2.750.000 – saibro – 56S•28Q•24D | Daniel Nestor Nenad Zimonjić | Bob Bryan Mike Bryan         | 6–4, 6–1          |
| 20 de abril | Barcelona Open Banc Sabadell Barcelona, Espanha ATP World Tour 500 € 1.995.000 – saibro – 56S•28Q•24D                  | Rafael Nadal                 | David Ferrer                 | 6–2, 7–5          |
| 20 de abril | Barcelona Open Banc Sabadell Barcelona, Espanha ATP World Tour 500 € 1.995.000 – saibro – 56S•28Q•24D                  | Daniel Nestor Nenad Zimonjić | Mahesh Bhupathi Mark Knowles | 6–3, 7–69         |
| 27 de abril | Internazionali BNL d'Italia Roma, Itália ATP World Tour Masters 1000 € 2.750.000 – saibro – 56S•28Q•24D                | Rafael Nadal                 | Novak Djokovic               | 7–62, 6–2         |
| 27 de abril | Internazionali BNL d'Italia Roma, Itália ATP World Tour Masters 1000 € 2.750.000 – saibro – 56S•28Q•24D                | Daniel Nestor Nenad Zimonjić | Bob Bryan Mike Bryan         | 7–65, 6–3         |

#### Maio
| Semana de              | Torneio | Campeã(s)(o/ões)                                            | Vice-campeã(s)(o/ões)                                                                | Resultado         |
| ---------------------- | --- | ----------------------------------------------------------- | ------------------------------------------------------------------------------------ | ----------------- |
| 4 de maio              | Serbia Open Belgrado, Sérvia ATP World Tour 250 € 450.000 – saibro – 28S•29Q•16D                            | Novak Djokovic                                              | Łukasz Kubot                                                                         | 6–3, 7–60         |
| 4 de maio              | Serbia Open Belgrado, Sérvia ATP World Tour 250 € 450.000 – saibro – 28S•29Q•16D                            | Łukasz Kubot Oliver Marach                                  | Johan Brunström Jean-Julien Rojer                                                    | 6–2, 7–63         |
| 4 de maio              | Estoril Open Estoril, Portugal ATP World Tour 250 € 450.000 – saibro – 32S•32Q•16D                          | Albert Montañés                                             | James Blake                                                                          | 5–7, 7–66, 6–0    |
| 4 de maio              | Estoril Open Estoril, Portugal ATP World Tour 250 € 450.000 – saibro – 32S•32Q•16D                          | Eric Butorac Scott Lipsky                                   | Martin Damm Robert Lindstedt                                                         | 6–3, 6–2          |
| 4 de maio              | BMW Open Munique, Alemanha ATP World Tour 250 € 450.000 – saibro – 32S•32Q•16D                              | Tomáš Berdych                                               | Mikhail Youzhny                                                                      | 6–4, 4–6, 7–65    |
| 4 de maio              | BMW Open Munique, Alemanha ATP World Tour 250 € 450.000 – saibro – 32S•32Q•16D                              | Jan Hernych · Ivo Minář                                     | Ashley Fisher Jordan Kerr                                                            | 6–4, 6–4          |
| 11 de maio             | Mutua Madrileña Madrid Open Madri, Espanha ATP World Tour Masters 1000 € 3.700.000 – saibro – 56S•28Q•24D   | Roger Federer                                               | Rafael Nadal                                                                         | 6–4, 6–4          |
| 11 de maio             | Mutua Madrileña Madrid Open Madri, Espanha ATP World Tour Masters 1000 € 3.700.000 – saibro – 56S•28Q•24D   | Daniel Nestor Nenad Zimonjić                                | Simon Aspelin Wesley Moodie                                                          | 6–4, 6–4          |
| 18 de maio             | Interwetten Austrian Open Kitzbühel Kitzbühel, Áustria ATP World Tour 250 € 450.000 – saibro – 32S•32Q•16D  | Guillermo García-López                                      | Julien Benneteau                                                                     | 3–6, 7–61, 6–3    |
| 18 de maio             | Interwetten Austrian Open Kitzbühel Kitzbühel, Áustria ATP World Tour 250 € 450.000 – saibro – 32S•32Q•16D  | Marcelo Melo André Sá                                       | Andrei Pavel Horia Tecău                                                             | 96–7, 6–2, [10–7] |
| 18 de maio             | Arag World Team Cup Düsseldorf, Alemanha Competição de curta duração entre países € 1.890.000 – saibro – 8E | Sérvia · Janko Tipsarević · Viktor Troicki · Nenad Zimonjić | Alemanha · Nicolas Kiefer · Philipp Kohlschreiber · Rainer Schüttler · Mischa Zverev | 2–1               |
| 25 de maio 1º de junho | Torneio de Roland Garros Paris, França Grand Slam € – saibro – 128S•128Q•64D•32DM                           | Roger Federer                                               | Robin Söderling                                                                      | 6–1, 7–61, 6–4    |
| 25 de maio 1º de junho | Torneio de Roland Garros Paris, França Grand Slam € – saibro – 128S•128Q•64D•32DM                           | Lukáš Dlouhý Leander Paes                                   | Wesley Moodie Dick Norman                                                            | 3–6, 6–3, 6–2     |
| 25 de maio 1º de junho | Torneio de Roland Garros Paris, França Grand Slam € – saibro – 128S•128Q•64D•32DM                           | Liezel Huber · Bob Bryan                                    | Vania King Marcelo Melo                                                              | 5–7, 7–65, [10–7] |

#### Junho
| Semana de               | Torneio                                                                                            | Campeã(s)(o/ões)                      | Vice-campeã(s)(o/ões)             | Resultado                   |
| ----------------------- | -------------------------------------------------------------------------------------------------- | ------------------------------------- | --------------------------------- | --------------------------- |
| 8 de junho              | Gerry Weber Open Halle, Alemanha ATP World Tour 250 € 750.000 – grama – 32S•32Q•16D                | Tommy Haas                            | Novak Djokovic                    | 6–3, 46–7, 6–1              |
| 8 de junho              | Gerry Weber Open Halle, Alemanha ATP World Tour 250 € 750.000 – grama – 32S•32Q•16D                | Christopher Kas Philipp Kohlschreiber | Andreas Beck Marco Chiudinelli    | 6–3, 6–4                    |
| 8 de junho              | Aegon Championships Londres, Reino Unido ATP World Tour 250 € 750.000 – grama – 56S•32Q•24D        | Andy Murray                           | James Blake                       | 7–5, 6–4                    |
| 8 de junho              | Aegon Championships Londres, Reino Unido ATP World Tour 250 € 750.000 – grama – 56S•32Q•24D        | Wesley Moodie Mikhail Youzhny         | Marcelo Melo André Sá             | 6–4, 4–6, [10–6]            |
| 15 de junho             | Aegon International Eastbourne, Reino Unido ATP World Tour 250 € 450.000 – grama – 32S•23Q•16D     | Dmitry Tursunov                       | Frank Dancevic                    | 6–3, 7–65                   |
| 15 de junho             | Aegon International Eastbourne, Reino Unido ATP World Tour 250 € 450.000 – grama – 32S•23Q•16D     | Mariusz Fyrstenberg Marcin Matkowski  | Travis Parrott Filip Polášek      | 6–4, 6–4                    |
| 15 de junho             | Ordina Open 's-Hertogenbosch, Países Baixos ATP World Tour 250 € 450.000 – grama – 32S•29Q•16D     | Benjamin Becker                       | Raemon Sluiter                    | 7–5, 6–3                    |
| 15 de junho             | Ordina Open 's-Hertogenbosch, Países Baixos ATP World Tour 250 € 450.000 – grama – 32S•29Q•16D     | Wesley Moodie Dick Norman             | Johan Brunström Jean-Julien Rojer | 7–63, 86–7, [10–5]          |
| 22 de junho 29 de junho | Torneio de Wimbledon Londres, Reino Unido Grand Slam £ 5.781.600 – grama – 128S•128Q•64D•16QD•48DM | Roger Federer                         | Andy Roddick                      | 5–7, 7–66, 7–65, 3–6, 16–14 |
| 22 de junho 29 de junho | Torneio de Wimbledon Londres, Reino Unido Grand Slam £ 5.781.600 – grama – 128S•128Q•64D•16QD•48DM | Daniel Nestor · Nenad Zimonjić        | Bob Bryan Mike Bryan              | 7–67, 36–7, 7–63, 6–3       |
| 22 de junho 29 de junho | Torneio de Wimbledon Londres, Reino Unido Grand Slam £ 5.781.600 – grama – 128S•128Q•64D•16QD•48DM | Anna-Lena Grönefeld Mark Knowles      | Cara Black Leander Paes           | 7–5, 6–3                    |

#### Julho
| Semana de   | Torneio | Campeão(s)                                     | Vice-campeão(s)                                  | Resultado          |
| ----------- | --- | ---------------------------------------------- | ------------------------------------------------ | ------------------ |
| 6 de julho  | Campbell's Hall of Fame Tennis Championships Newport, Estados Unidos ATP World Tour 250 US$ 442.500 – grama – 32S•26Q•16D                                                                                             | Rajeev Ram                                     | Sam Querrey                                      | 36–7, 7–5, 6–3     |
| 6 de julho  | Campbell's Hall of Fame Tennis Championships Newport, Estados Unidos ATP World Tour 250 US$ 442.500 – grama – 32S•26Q•16D                                                                                             | Jordan Kerr Rajeev Ram                         | Michael Kohlmann Rogier Wassen                   | 66–7, 7–67, [10–6] |
| 6 de julho  | Copa Davis: quartas de final Ostrava, República Tcheca – duro (coberto) Poreč, Croácia – saibro (coberto) Tel Aviv, Israel – duro (coberto) Marbella, Espanha – saibro Competição de longa duração entre países – 16E | · República Checa · Croácia · Israel · Espanha | · Argentina · Estados Unidos · Rússia · Alemanha | 3–2 4–1 3–2        |
| 13 de julho | Catella Swedish Open Båstad, Suécia ATP World Tour 250 € 450.000 – saibro – 28S•29Q•16D | Robin Söderling                                | Juan Mónaco                                      | 6–3, 7–64          |
| 13 de julho | Catella Swedish Open Båstad, Suécia ATP World Tour 250 € 450.000 – saibro – 28S•29Q•16D | Jaroslav Levinský Filip Polášek                | Robert Lindstedt Robin Söderling                 | 1–6, 6–3, [10–7]   |
| 13 de julho | MercedesCup Stuttgart, Alemanha ATP World Tour 250 € 450.000 – saibro – 32S•18Q•16D | Jérémy Chardy                                  | Victor Hănescu                                   | 1–6, 6–3, 6–4      |
| 13 de julho | MercedesCup Stuttgart, Alemanha ATP World Tour 250 € 450.000 – saibro – 32S•18Q•16D | František Čermák Michal Mertiňák               | Victor Hănescu Horia Tecău                       | 7–5, 6–4           |
| 20 de julho | International German Open Hamburgo, Alemanha ATP World Tour 500 € 1.115.000 – saibro – 48S•24Q•16D | Nikolay Davydenko                              | Paul-Henri Mathieu                               | 6–4, 6–2           |
| 20 de julho | International German Open Hamburgo, Alemanha ATP World Tour 500 € 1.115.000 – saibro – 48S•24Q•16D | Simon Aspelin Paul Hanley                      | Marcelo Melo Filip Polášek                       | 6–3, 6–3           |
| 20 de julho | Indianapolis Tennis Championships Indianápolis, Estados Unidos ATP World Tour 250 US$ 450.000 – duro – 32S•26Q•16D | Robby Ginepri                                  | Sam Querrey                                      | 6–2, 6–4           |
| 20 de julho | Indianapolis Tennis Championships Indianápolis, Estados Unidos ATP World Tour 250 US$ 450.000 – duro – 32S•26Q•16D | Ernests Gulbis Dmitry Tursunov                 | Ashley Fisher Jordan Kerr                        | 6–4, 3–6, [11–9]   |
| 27 de julho | Allianz Suisse Open Gstaad Gstaad, Suíça ATP World Tour 250 € 450.000 – saibro – 32S•24Q•16D | Thomaz Bellucci                                | Andreas Beck                                     | 6–4, 7–62          |
| 27 de julho | Allianz Suisse Open Gstaad Gstaad, Suíça ATP World Tour 250 € 450.000 – saibro – 32S•24Q•16D | Marco Chiudinelli · Michael Lammer             | Jaroslav Levinský Filip Polášek                  | 7–5, 6–3           |
| 27 de julho | LA Tennis Open Los Angeles, Estados Unidos ATP World Tour 250 US$ 630.500 – duro – 28S•32Q•16D | Sam Querrey                                    | Carsten Ball                                     | 6–4, 3–6, 6–1      |
| 27 de julho | LA Tennis Open Los Angeles, Estados Unidos ATP World Tour 250 US$ 630.500 – duro – 28S•32Q•16D | Bob Bryan Mike Bryan                           | Benjamin Becker Frank Moser                      | 6–4, 7–62          |
| 27 de julho | Studena Croatia Open Umag Umago, Croácia ATP World Tour 250 € 450.000 – saibro – 32S•26Q•16D | Nikolay Davydenko                              | Juan Carlos Ferrero                              | 6–3, 6–0           |
| 27 de julho | Studena Croatia Open Umag Umago, Croácia ATP World Tour 250 € 450.000 – saibro – 32S•26Q•16D | František Čermák · Michal Mertiňák             | Johan Brunström Jean-Julien Rojer                | 6–4, 6–4           |

#### Agosto
| Semana de                  | Torneio | Campeã(s)(o/ões)                  | Vice-campeã(s)(o/ões)                | Resultado                 |
| -------------------------- | --- | --------------------------------- | ------------------------------------ | ------------------------- |
| 3 de agosto                | Legg Mason Tennis Classic Washington, Estados Unidos ATP World Tour 500 US$ 1.402.000 – duro – 48S•24Q•16D                           | Juan Martin del Potro             | Andy Roddick                         | 3–6, 7–5, 7–66            |
| 3 de agosto                | Legg Mason Tennis Classic Washington, Estados Unidos ATP World Tour 500 US$ 1.402.000 – duro – 48S•24Q•16D                           | Martin Damm · Robert Lindstedt    | Mariusz Fyrstenberg Marcin Matkowski | 7–5, 7–63                 |
| 10 de agosto               | Coupe Rogers Montreal, Canadá ATP World Tour Masters 1000 US$ 3.000.000 – duro – 56S•28Q•24D                                         | Andy Murray                       | Juan Martin del Potro                | 46–7, 7–63, 6–1           |
| 10 de agosto               | Coupe Rogers Montreal, Canadá ATP World Tour Masters 1000 US$ 3.000.000 – duro – 56S•28Q•24D                                         | Mahesh Bhupathi · Mark Knowles    | Max Mirnyi Andy Ram                  | 6–4, 6–3                  |
| 17 de agosto               | Western & Southern Financial Group Masters Cincinnati, Estados Unidos ATP World Tour Masters 1000 US$ 3.000.000 – duro – 56S•28Q•24D | Roger Federer                     | Novak Djokovic                       | 6–1, 7–5                  |
| 17 de agosto               | Western & Southern Financial Group Masters Cincinnati, Estados Unidos ATP World Tour Masters 1000 US$ 3.000.000 – duro – 56S•28Q•24D | Daniel Nestor Nenad Zimonjić      | Bob Bryan Mike Bryan                 | 3–6, 7–62, [15–13]        |
| 24 de agosto               | Pilot Pen Tennis New Haven, Estados Unidos ATP World Tour 250 US$ 750.000 – duro – 48S•32Q•16D                                       | Fernando Verdasco                 | Sam Querrey                          | 6–4, 7–66                 |
| 24 de agosto               | Pilot Pen Tennis New Haven, Estados Unidos ATP World Tour 250 US$ 750.000 – duro – 48S•32Q•16D                                       | Julian Knowle Jürgen Melzer       | Bruno Soares Kevin Ullyett           | 6–4, 7–63                 |
| 31 de agosto 7 de setembro | US Open Nova York, Estados Unidos Grand Slam US$ 9.756.000 – duro – 128S•128Q•64D•32DM                                               | Juan Martin del Potro             | Roger Federer                        | 3–6, 7–65, 4–6, 7–64, 6–2 |
| 31 de agosto 7 de setembro | US Open Nova York, Estados Unidos Grand Slam US$ 9.756.000 – duro – 128S•128Q•64D•32DM                                               | Lukáš Dlouhý Leander Paes         | Mahesh Bhupathi Mark Knowles         | 3–6, 6–3, 6–2             |
| 31 de agosto 7 de setembro | US Open Nova York, Estados Unidos Grand Slam US$ 9.756.000 – duro – 128S•128Q•64D•32DM                                               | Carly Gullickson · Travis Parrott | Cara Black Leander Paes              | 6–2, 6–4                  |

#### Setembro
| Semana de      | Torneio | Campeão(s)                           | Vice-campeão(s)                      | Resultado        |
| -------------- | --- | ------------------------------------ | ------------------------------------ | ---------------- |
| 14 de setembro | Copa Davis: semifinais Poreč, Croácia – saibro (coberto) Múrcia, Espanha – saibro Competição de longa duração entre países – 16E | · República Checa · Espanha          | · Croácia · Israel                   | 4–1 4–1          |
| 21 de setembro | BCR Open Romania Bucareste, Romênia ATP World Tour 250 € 450.000 – saibro – 32S•32Q•16D                                          | Albert Montañés                      | Juan Mónaco                          | 7–62, 7–66       |
| 21 de setembro | BCR Open Romania Bucareste, Romênia ATP World Tour 250 € 450.000 – saibro – 32S•32Q•16D                                          | František Čermák Michal Mertiňák     | Johan Brunström Jean-Julien Rojer    | 6–2, 6–4         |
| 21 de setembro | Open de Moselle Metz, França ATP World Tour 250 € 450.000 – duro (coberto) – 28S•21Q•16D                                         | Gaël Monfils                         | Philipp Kohlschreiber                | 7–61, 3–6, 6–2   |
| 21 de setembro | Open de Moselle Metz, França ATP World Tour 250 € 450.000 – duro (coberto) – 28S•21Q•16D                                         | Colin Fleming · Ken Skupski          | Arnaud Clément Michaël Llodra        | 2–6, 6–4, [10–5] |
| 28 de setembro | PTT Thailand Open Bangkok, Tailândia ATP World Tour 250 US$ 608.500 – duro (coberto) – 28S•30Q•16D                               | Gilles Simon                         | Viktor Troicki                       | 7–5, 6–3         |
| 28 de setembro | PTT Thailand Open Bangkok, Tailândia ATP World Tour 250 US$ 608.500 – duro (coberto) – 28S•30Q•16D                               | Eric Butorac Rajeev Ram              | Guillermo García-López Mischa Zverev | 7–64, 6–3        |
| 28 de setembro | Proton Malaysia Open Kuala Lumpur, Malásia ATP World Tour 250 US$ 947.750 – duro (coberto) – 28S•16Q•16D                         | Nikolay Davydenko                    | Fernando Verdasco                    | 6–4, 7–5         |
| 28 de setembro | Proton Malaysia Open Kuala Lumpur, Malásia ATP World Tour 250 US$ 947.750 – duro (coberto) – 28S•16Q•16D                         | Mariusz Fyrstenberg Marcin Matkowski | Igor Kunitsyn Jaroslav Levinský      | 6–2, 6–1         |

#### Outubro
| Semana de     | Torneio | Campeão(s)                          | Vice-campeão(s)                      | Resultado        |
| ------------- | --- | ----------------------------------- | ------------------------------------ | ---------------- |
| 5 de outubro  | China Open Pequim, China ATP World Tour 500 US$ 2.100.500 – duro – 32S•16Q•16D                              | Novak Djokovic                      | Marin Čilić                          | 6–2, 7–64        |
| 5 de outubro  | China Open Pequim, China ATP World Tour 500 US$ 2.100.500 – duro – 32S•16Q•16D                              | Bob Bryan Mike Bryan                | Mark Knowles Andy Roddick            | 6–4, 6–2         |
| 5 de outubro  | Rakuten Japan Open Tennis Championships Tóquio, Japão ATP World Tour 500 US$ 1.226.500 – duro – 32S•16Q•16D | Jo-Wilfried Tsonga                  | Mikhail Youzhny                      | 6–3, 6–3         |
| 5 de outubro  | Rakuten Japan Open Tennis Championships Tóquio, Japão ATP World Tour 500 US$ 1.226.500 – duro – 32S•16Q•16D | Julian Knowle Jürgen Melzer         | Ross Hutchins Jordan Kerr            | 6–2, 5–7, [10–8] |
| 12 de outubro | Shanghai ATP Masters 1000 Xangai, China ATP World Tour Masters 1000 US$ 3.240.000 – duro – 56S•28Q•24D      | Nikolay Davydenko                   | Rafael Nadal                         | 7–63, 6–3        |
| 12 de outubro | Shanghai ATP Masters 1000 Xangai, China ATP World Tour Masters 1000 US$ 3.240.000 – duro – 56S•28Q•24D      | Julien Benneteau Jo-Wilfried Tsonga | Mariusz Fyrstenberg Marcin Matkowski | 6–2, 6–4         |
| 19 de outubro | If Stockholm Open Estocolmo, Suécia ATP World Tour 250 € 600.000 – duro (coberto) – 32S•32Q•16D             | Marcos Baghdatis                    | Olivier Rochus                       | 6–1, 7–5         |
| 19 de outubro | If Stockholm Open Estocolmo, Suécia ATP World Tour 250 € 600.000 – duro (coberto) – 32S•32Q•16D             | Bruno Soares · Kevin Ullyett        | Simon Aspelin Paul Hanley            | 6–4, 7–64        |
| 19 de outubro | Kremlin Cup Moscou, Rússia ATP World Tour 250 US$ 1.000.000 – duro (coberto) – 32S•32Q•16D                  | Mikhail Youzhny                     | Janko Tipsarević                     | 56–7, 6–0, 6–4   |
| 19 de outubro | Kremlin Cup Moscou, Rússia ATP World Tour 250 US$ 1.000.000 – duro (coberto) – 32S•32Q•16D                  | Pablo Cuevas Marcel Granollers      | František Čermák Michal Mertiňák     | 4–6, 7–5, [10–8] |
| 26 de outubro | Grand Prix de Tennis de Lyon Lyon, França ATP World Tour 250 € 650.000 – duro (coberto) – 32S•26Q•16D       | Ivan Ljubičić                       | Michaël Llodra                       | 7–5, 6–3         |
| 26 de outubro | Grand Prix de Tennis de Lyon Lyon, França ATP World Tour 250 € 650.000 – duro (coberto) – 32S•26Q•16D       | Julien Benneteau Nicolas Mahut      | Arnaud Clément Sébastien Grosjean    | 6–4, 7–66        |
| 26 de outubro | St. Petersburg Open São Petersburgo, Rússia ATP World Tour 250 US$ 663.750 – duro (coberto) – 32S•32Q•16D   | Sergiy Stakhovsky                   | Horacio Zeballos                     | 2–6, 7–68, 7–67  |
| 26 de outubro | St. Petersburg Open São Petersburgo, Rússia ATP World Tour 250 US$ 663.750 – duro (coberto) – 32S•32Q•16D   | Colin Fleming Ken Skupski           | Jérémy Chardy Richard Gasquet        | 2–6, 7–5, [10–4] |
| 26 de outubro | Bank Austria TennisTrophy Viena, Áustria ATP World Tour 250 € 574.750 – duro (coberto) – 32S•32Q•16D        | Jürgen Melzer                       | Marin Čilić                          | 6–4, 6–3         |
| 26 de outubro | Bank Austria TennisTrophy Viena, Áustria ATP World Tour 250 € 574.750 – duro (coberto) – 32S•32Q•16D        | Łukasz Kubot Oliver Marach          | Julian Knowle Jürgen Melzer          | 2–6, 6–4, [11–9] |

#### Novembro
| Semana de      | Torneio | Campeão(s)                                                                  | Vice-campeão(s)                                                             | Resultado                |
| -------------- | --- | --------------------------------------------------------------------------- | --------------------------------------------------------------------------- | ------------------------ |
| 2 de novembro  | Davidoff Swiss Indoors Basileia, Suíça ATP World Tour 500 € 1.755.000 – duro (coberto) – 32S•16Q•16D                   | Novak Djokovic                                                              | Roger Federer                                                               | 6–4, 4–6, 6–2            |
| 2 de novembro  | Davidoff Swiss Indoors Basileia, Suíça ATP World Tour 500 € 1.755.000 – duro (coberto) – 32S•16Q•16D                   | Daniel Nestor Nenad Zimonjić                                                | Bob Bryan Mike Bryan                                                        | 6–2, 6–3                 |
| 2 de novembro  | Valencia Open 500 Valência, Espanha ATP World Tour 500 € 2.019.000 – duro (coberto) – 32S•16Q•16D                      | Andy Murray                                                                 | Mikhail Youzhny                                                             | 6–3, 6–2                 |
| 2 de novembro  | Valencia Open 500 Valência, Espanha ATP World Tour 500 € 2.019.000 – duro (coberto) – 32S•16Q•16D                      | František Čermák Michal Mertiňák                                            | Marcel Granollers Tommy Robredo                                             | 6–4, 6–3                 |
| 9 de novembro  | BNP Paribas Masters Paris, França ATP World Tour Masters 1000 € 2.750.000 – duro (coberto) – 48S•24Q•24D               | Novak Djokovic                                                              | Gaël Monfils                                                                | 6–2, 5–7, 7–63           |
| 9 de novembro  | BNP Paribas Masters Paris, França ATP World Tour Masters 1000 € 2.750.000 – duro (coberto) – 48S•24Q•24D               | Daniel Nestor Nenad Zimonjić                                                | Marcel Granollers Tommy Robredo                                             | 6–3, 6–4                 |
| 16 de novembro | sem torneios programados                                                                                               | sem torneios programados                                                    | sem torneios programados                                                    | sem torneios programados |
| 23 de novembro | Barclays ATP World Tour Finals Londres, Reino Unido Torneio de fim de temporada US$ 5.070.000 – duro (coberto) – 8S•8D | Nikolay Davydenko                                                           | Juan Martin del Potro                                                       | 6–3, 6–4                 |
| 23 de novembro | Barclays ATP World Tour Finals Londres, Reino Unido Torneio de fim de temporada US$ 5.070.000 – duro (coberto) – 8S•8D | Bob Bryan Mike Bryan                                                        | Max Mirnyi Andy Ram                                                         | 7–65, 6–3                |
| 30 de novembro | Copa Davis: final Barcelona, Espanha – saibro (coberto) Competição de longa duração entre países – 16E                 | Espanha · David Ferrer · Feliciano López · Rafael Nadal · Fernando Verdasco | República Checa · Tomáš Berdych · Lukáš Dlouhý · Jan Hájek · Radek Štěpánek | 5–0                      |